# Грацано Бадољо
Грацано Бадољо (итал. Grazzano Badoglio) је насеље у Италији у округу Асти, региону Пијемонт.
Према процени из 2011. у насељу је живело 458 становника. Насеље се налази на надморској висини од 256 м.

## Становништво
| 1936. | 1951. | 1961. | 1971. | 1981. | 1991. | 2001. | 2011. |
| ----- | ----- | ----- | ----- | ----- | ----- | ----- | ----- |
| 1.467 | 1.383 | 1.197 | 917   | 789   | 705   | 639   | 618   |